# Paracyprichromis
Paracyprichromis – rodzaj słodkowodnych ryb okoniokształtnych z rodziny pielęgnicowatych (Cichlidae).

## Występowanie
Są endemitami jeziora Tanganika w Afryce Wschodniej.

## Klasyfikacja
Gatunki zaliczane do tego rodzaju:
- Paracyprichromis brieni
- Paracyprichromis nigripinnis

Gatunkiem typowym rodzaju jest Paratilapia nigripinnis.